# Amanpur
Amanpur è una suddivisione dell'India, classificata come nagar panchayat, di 9.117 abitanti, situata nel distretto di Etah, nello stato federato dell'Uttar Pradesh. In base al numero di abitanti la città rientra nella classe V (da 5.000 a 9.999 persone).

## Geografia fisica
La città è situata a 27° 43' 0 N e 78° 45' 0 E e ha un'altitudine di 170 m s.l.m..

## Società

### Evoluzione demografica
Al censimento del 2001 la popolazione di Amanpur assommava a 9.117 persone, delle quali 4.781 maschi e 4.336 femmine. I bambini di età inferiore o uguale ai sei anni assommavano a 1.789, dei quali 921 maschi e 868 femmine. Infine, coloro che erano in grado di saper almeno leggere e scrivere erano 4.444, dei quali 2.706 maschi e 1.738 femmine.